# Volkswagen Schwimmwagen
O Volkswagen Schwimmwagen (literalmente "carro nadador") era um veículo anfíbio com tração nas quatro rodas, amplamente utilizado pelas forças terrestres da Alemanha durante a Segunda Guerra Mundial. O Schwimmwagen é o carro anfíbio mais produzido da história.
Prototipado como o Type 128, entrou em produção em larga escala como o Type 166 em 1941 para a Wehrmacht.

## Desenvolvimento

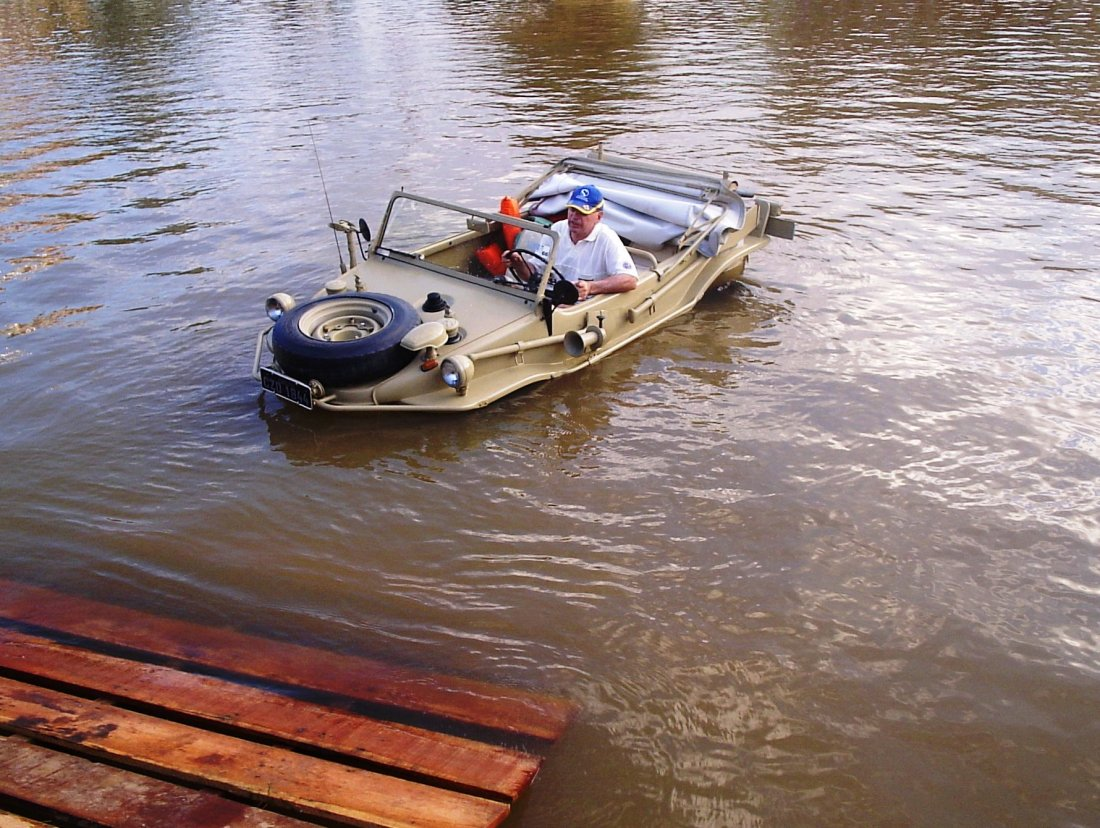
Um Schwimmwagen demonstrado em 2004

Os Volkswagen Schwimmwagen usavam o motor e a mecânica do protótipo do VW Type 86 com tração nas quatro rodas do Kübelwagen e do carro de comando Type 87 com tração nas quatro rodas, que por sua vez foram baseados na plataforma do civil Volkswagen Fusca. Erwin Komenda, o primeiro designer de carroceria de Ferdinand Porsche, foi forçado a desenvolver uma estrutura de carroceria totalmente nova, uma vez que o chassi plano dos veículos VW existentes não era adequado para suavizar o movimento na água. Komenda patenteou suas ideias para o carro nadador no escritório de patentes alemão.
O protótipo Type 128 mais antigo foi baseado no chassi do Kübelwagen de comprimento total com uma distância entre os eixos de 2,40 m. Unidades de pré-produção do 128, equipadas com carrocerias soldadas personalizadas, demonstraram que esta construção era muito fraca para uso fora de estrada, tinha rigidez de torção insuficiente e sofria facilmente rupturas do casco na travessa dianteira, bem como no poços de rodas. Isso era inaceitável para um veículo anfíbio. Os modelos de produção em larga escala (Type 166) tinham uma distância entre eixos reduzida de 2,00 m, o que resolvia esses problemas.
Os Schwimmwagen foram produzidos pela fábrica da Volkswagen em Fallersleben /Stadt des KdF-Wagens e pelas instalações da Porsche em Estugarda; com as carrocerias (ou melhor, cascos) produzidas por Ambi Budd em Berlim. 15.584 Type 166 Schwimmwagen foram produzidos de 1941 a 1944; 14.276 em Fallersleben e 1.308 na Porsche; o VW 166 é o carro anfíbio mais produzido da história. Apenas 189 são conhecidos pelo Registro de Schwimmwagen para permanecer hoje, e apenas 13 sobreviveram sem trabalho de restauração.

## Tecnologia
Todos os Schwimmwagen tinham tração nas quatro rodas apenas em primeira marcha (e marcha à ré em alguns modelos) e tinham diferenciais de travamento automático ZF nos eixos dianteiro e traseiro. Tal como acontece com o Kübelwagen, o Schwimmwagen tinha eixos pórticos traseiros, o que proporcionava maior distância ao solo, ao mesmo tempo que reduzia as tensões de torque da linha de transmissão com a redução da engrenagem nas rodas. O Schwimmwagen atingia uma velocidade máxima de 80 km/h em terra.
Ao cruzar um corpo de água, uma hélice helicoidal pode ser abaixada do convés traseiro/tampa do motor. Quando instalado, um acoplamento simples fornecia acionamento direto de uma extensão do virabrequim do motor. Isso significava que a propulsão helicoidal sempre avançava. O Schwimmwagen atingia uma velocidade máxima de 10 km/h na água. Para dar ré na água havia a opção de usar o remo do equipamento padrão ou rodar o land drive em ré, permitindo que a rotação das rodas levasse lentamente o veículo de volta. As rodas dianteiras funcionavam como lemes, de modo que a direção era feita com o volante tanto em terra quanto na água. O Schwimmwagen também poderia ser dirigido pelos passageiros usando o(s) remo(s).

## Galeria

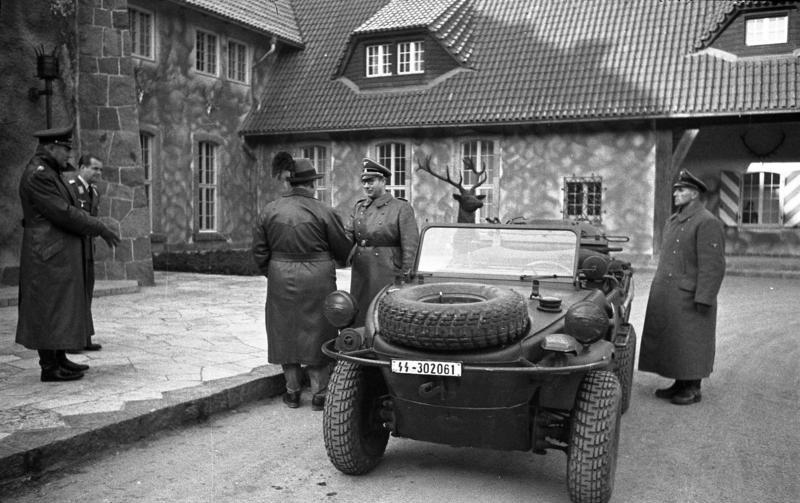
Hermann Göring com um Schwimmwagen at Carinhall
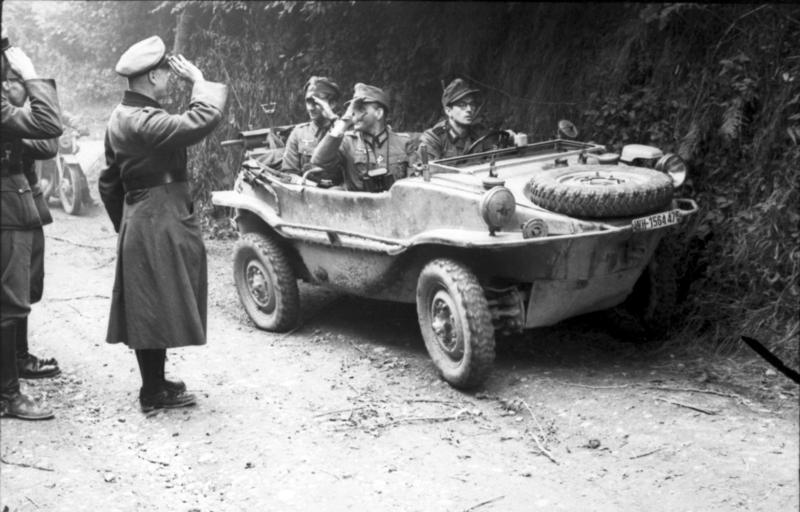
Oficiais alemães em um Schwimmwagen na França em 1944
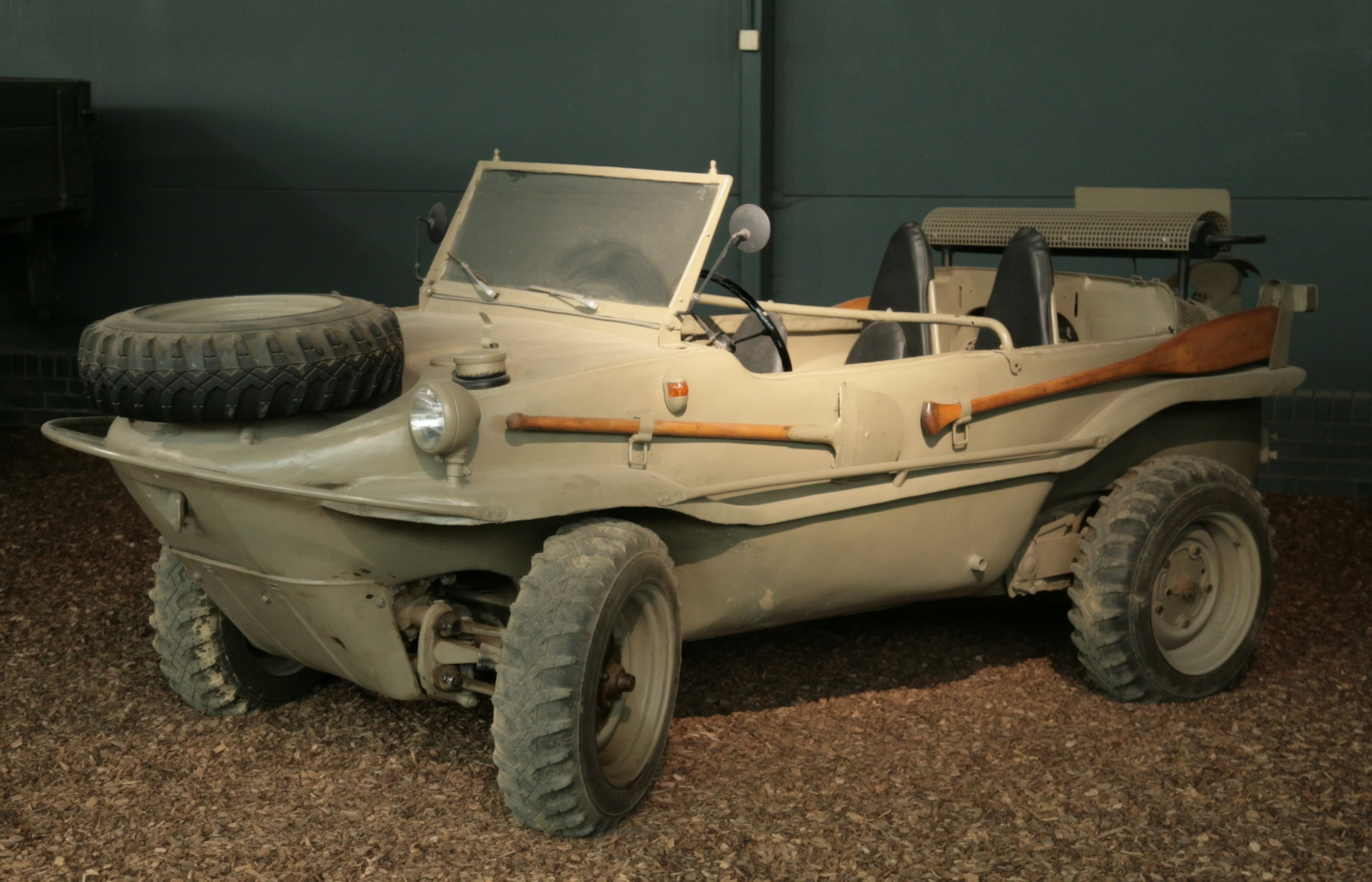
Schwimmwagen no Museu Imperial da Guerra de Duxford
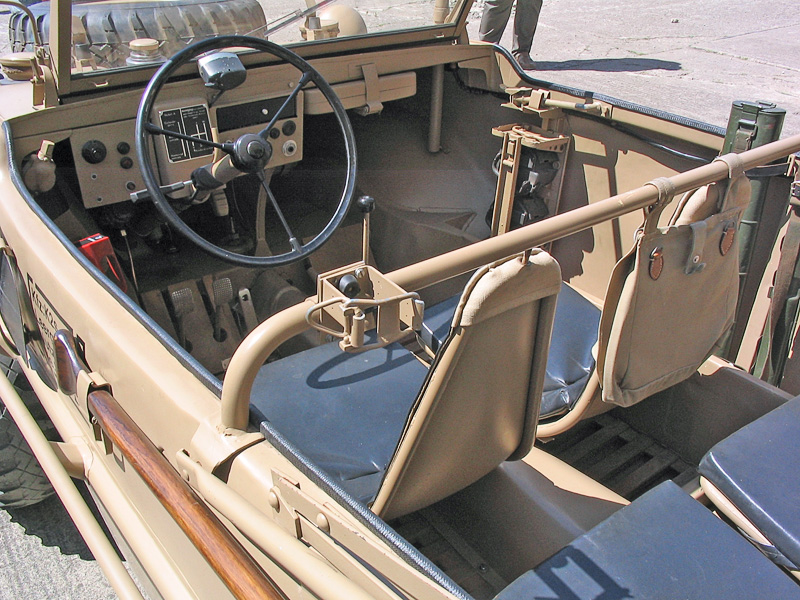
Interior do Schwimmwagen
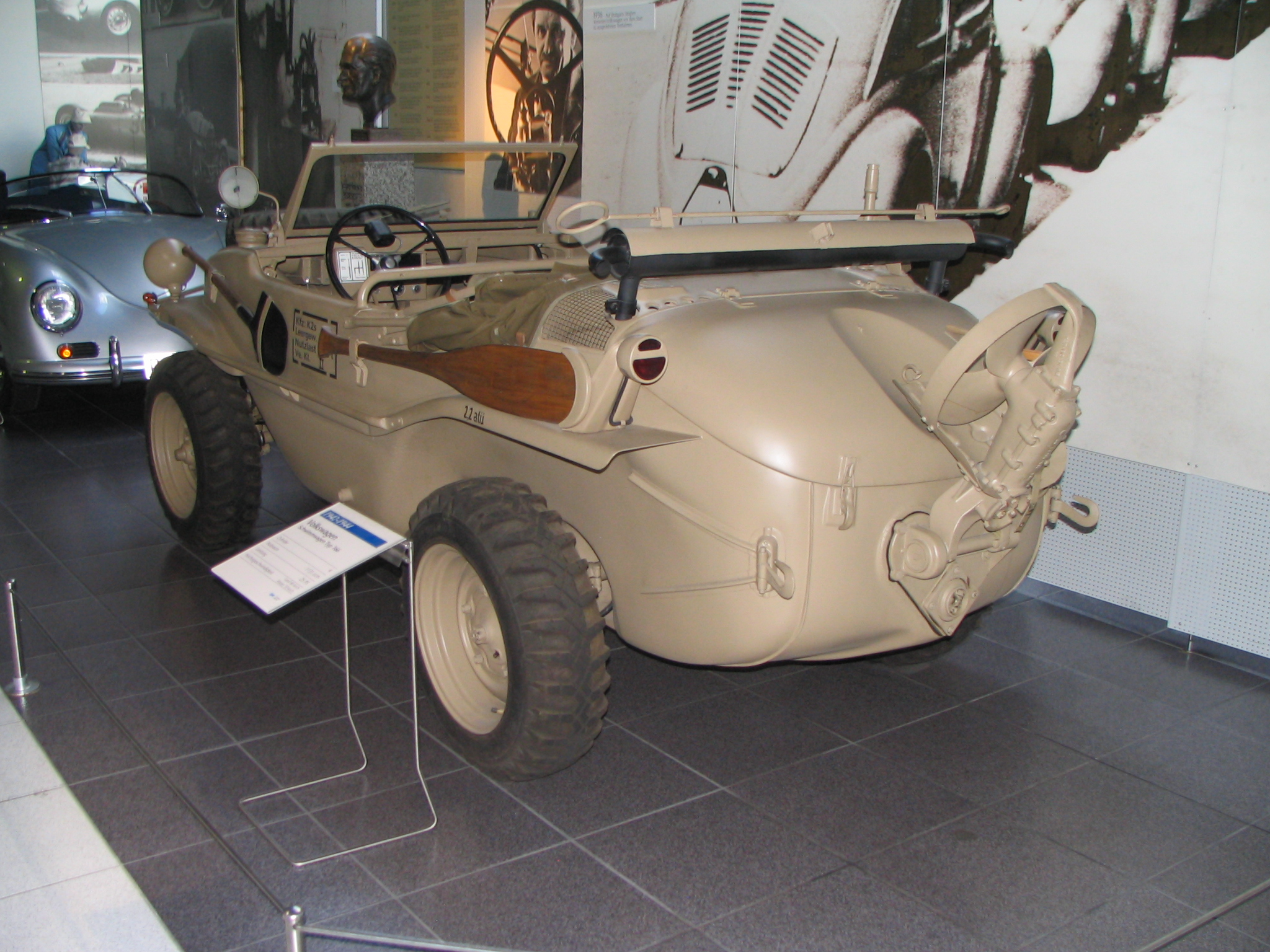
Type 166 Schwimmwagen
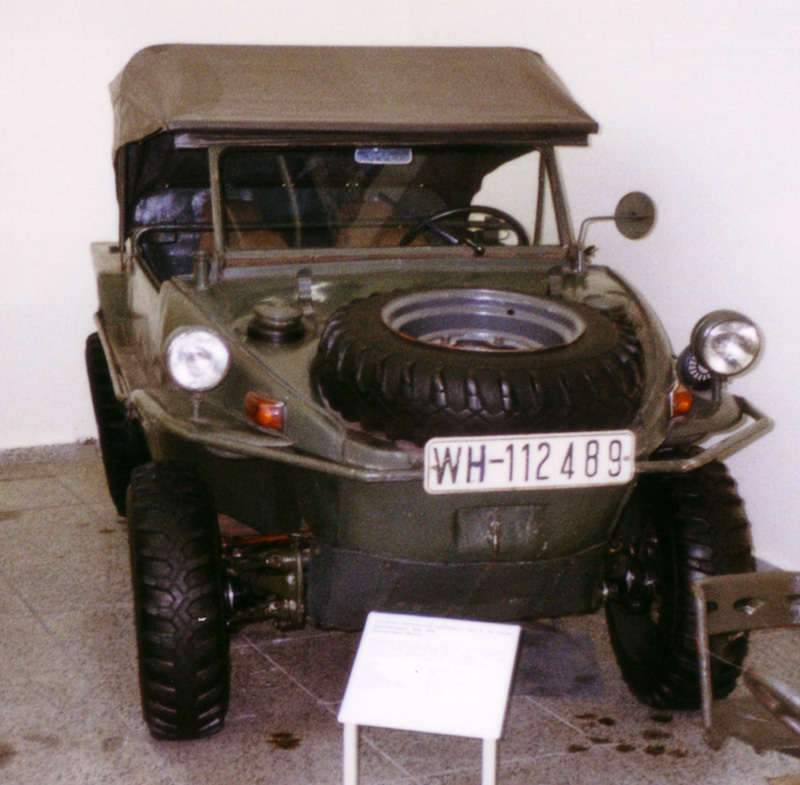
Schwimmwagen no Museu do Exército de Dresden
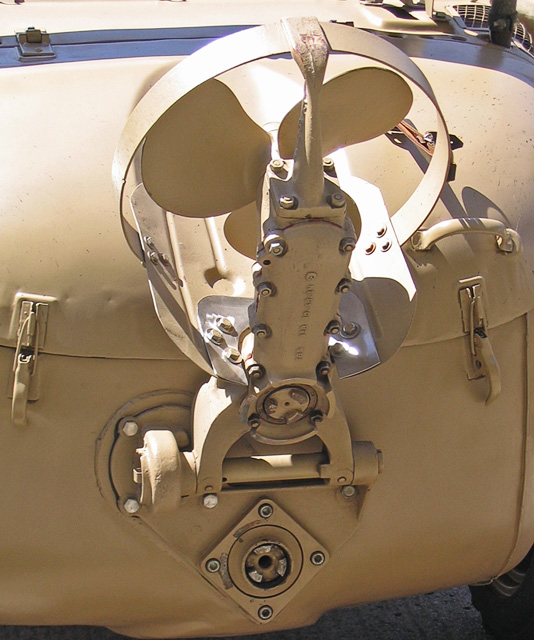
Detalhe da hélice do Schwimmwagen
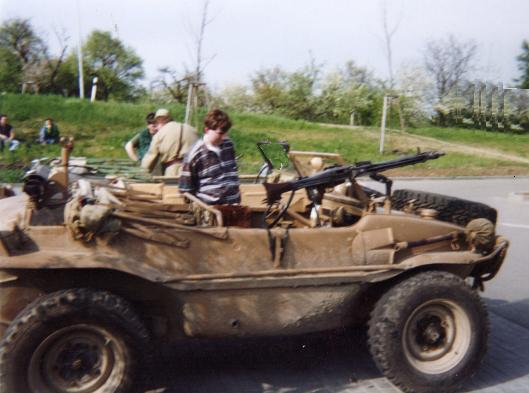
Schwimmwagen
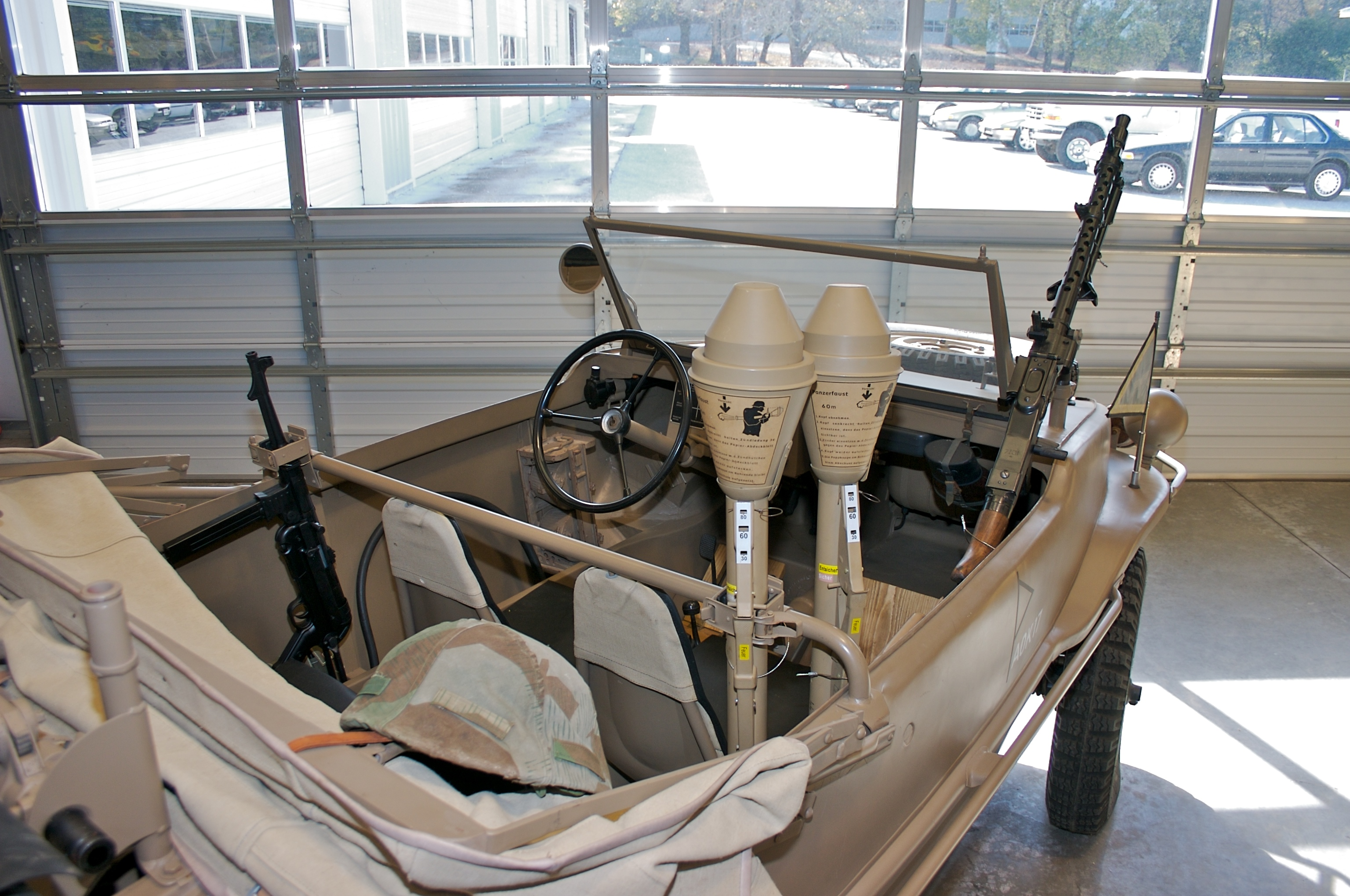
Um Schwimmwagen carregado com duas armas antitanque Panzerfaust 60, uma submetralhadora MP 40 e uma metralhadora MG 34